# Dröbel

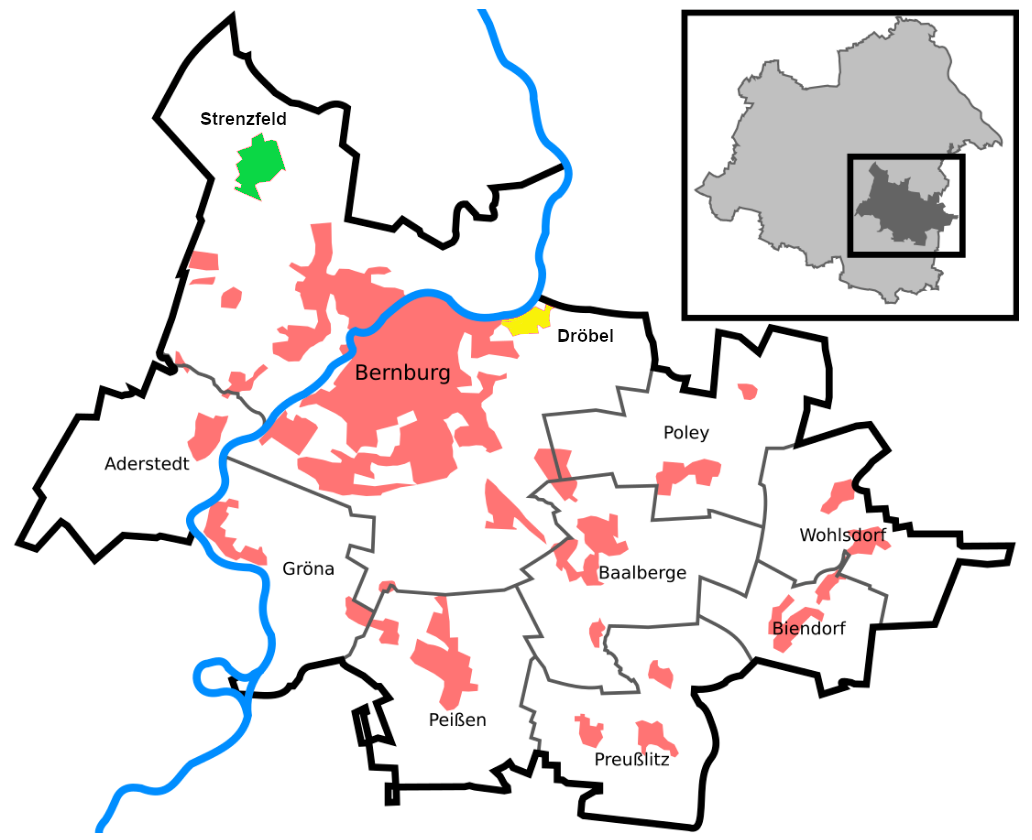
Stadtteil Dröbel (gelbe Markierung) von Bernburg (Saale)

Dröbel ist ein Stadtteil der Stadt Bernburg (Saale) im Salzlandkreis in Sachsen-Anhalt.

## Lage
Das ehemals selbständige Dorf liegt östlich von Bernburg unweit der Einmündung der Fuhne in die Saale. 

## Geschichte
Bereits 965 wird der Ort als Drogobuli in einer Urkunde Kaiser Ottos I. erstmals erwähnt. Damals schenkte der Kaiser das Dorf seinem getreuen Grafen Thietmar. Auch bei dem in einer Schenkungsurkunde aus dem Jahre 951 Ottos des Großen an Markgraf Gero genannten Ort Drogobulesdorp handelt es sich wahrscheinlich um den Ort Dröbel.
Seit der ersten Hälfte des 18. Jahrhunderts gehörte das Gut Dröbel der Familie Pantl bzw. von Bandel. Um 1875 stiftete der preußische Amtsrat Julius von Bandel (1847–1899), zugleich Pächter der Domäne Calenberg bei Hannover, für Dröbel ein Fideikommiss. Das Gut Dröbel befand sich im Eigentum der Familie von Bandel bis zu ihrer entschädigungslosen Enteignung 1945.

## Einzelnachweis
1. ↑   Gertrud Eva Schrage: Zur Siedlungspolitik der Ottonen, Blätter für deutsche Landesgeschichte, 1999, S. 206

Koordinaten: 51° 47′ 40,2″ N, 11° 46′ 17,7″ O